# Приватна својина
Приватна својина је власништво имовине (или било чега корисног нпр. интелектуална својина) од стране појединца или корпорације. У системима који препознају и признају приватну својину власник има одређена имовинска права и постоји правни систем заштите и ограничења кориштења приватне својине.
За концепт својине не постоји универзално прихваћена дефиниција. Као и други основни, фундаментални концепти од великог значаја за јавну расправу, употреба имовине и својине и значења која им се придају веома су разнолика. Различите науке (нпр. право, економија, социологија, антропологија) и идеолошке школе (нпр. комунизам, капитализам, апсолутизам) посматрају и дефинишу овај појмам различито.

## Употреба назива
У најширем смислу, својина је „нечија лична ствар“, и означава везу између лица (види физичко лице, правно лице) и објекта (добра) за који лице сматра да му припада. У друштвеним наукама, својина се најчешће гледа као „скуп права и обавеза“. У том смислу, својина није однос лица и објекта већ однос лица која имају однос према објектима. На својину се често гледа и као на имовину, власништво, поседовање у правном смислу.

## Опште карактеристике
Савремена својинска права гледају на власништво и поседовање као на личну својину. Ово подразумева појединце као физичка лица, и групе одн. организације као виртуелна лица, и самим тим су корпорације, владе, организације укључене у овај образац. Овај концепт разликује још и јавно добро (нпр. етар, земљу и њене ресурсе) којима најчешће управља влада али начелно могу сви да га користе, и заједничко добро које најчешће припада мањим заједницама (нпр. локалним заједницама).
Приватну својину су препознавали и најстарији правни системи, који су подразумевали да власник својине користи и остварује интерес над својом својином. Савремена својинска права (нпр. види капитализам) развила су се са идејом да је приватна својина значајна као опште добро и да подстиче економски развој и експлоатацију добара.
Под својином се често поима и скуп права и обавеза које дефинише и гарантује локални суверенитет. Чак се и суверенитет дефинише као „неоспорно право на упражњавање врхунског ауторитета“ посебно у односу на својину. Ово значи да право над својином не подразумева и суверенитет, одн. да увек постоји и скуп ограничења над својином. Другим речима, „ја ово поседујем и могу да радим што ми је воља“ није концепт савременог својинског права.
Традиционално, права и обавезе подразумевају:
- контролу употребе имовине
- корист од експлоатације имовине
- размену или продају имовине
- искључиво право на својину

Правни системи су се развили у смеру контроле спорова који могу да настану у процесу употребе, експлоатације, размене, продаје или права на својину. Ови процеси се посебно регулишу уговорима.